# 霄裡溪汙染
霄裡溪汙染發生於中華民國台灣新竹縣新埔鎮霄裡溪流域，其自1999年起至2015年止，因中華映管及友達光電公司設置LCD面板製造廠排放廢水，致使下游飲用水與灌溉用水遭受汙染的事件。該事件於2015年12月31日前由該2公司完成「製程廢水全回收、零排放」工程後，無新增汙染物流入霄裡溪流域。該事件亦為中華民國光電產業汙染公民參與及政府管制的指標性案例。

## 汙染原因與釐清
中華映管及友達光電公司於2000-2002年期間，通過環境影響評估於桃園市龍潭台地霄裡溪上游設置LCD面板製造廠，於2002年起營運，每年排放3萬公噸以上廢水至霄裡溪流域，自兩廠開始營運後，霄裡溪上游的龍潭鄉三和村與下游的新埔鎮的居民開始發現飲用水品質下降、溪流生物常常集體死亡，2003年7月、2004年3月、2005年1月皆曾引起地方媒體的報導關注。
2007年下游居民在期間感受到自來水、飲用水品質與以往不同，發現2家廠商違反環評附帶條件之「未來霄裡溪如做為飲用水源，廢水排放口應設在自來水取水口下游」。在地居民新埔愛鄉協進會會長陳金進與居民代表蒐集以上資料，與環保團體積極合作、抗議。
2008年10月，由行政院環境保護署召開「宏碁智慧園區開發計畫及中華映管股份有限公司申請龍潭工業園區報編計畫因應對策暨差異分析報告」專案小組審查會議，其中環保署請新竹縣環境保護局自10月23日起，提供霄裡溪沿岸飲用井水住戶儲水桶，並以運水車逐戶送水，以供應自來水，直至井水污染疑慮解除為止。

## 汙染範圍與情形
因該溪流此前被新竹縣環境保護局認定為甲級水體，宜為民生用水之自來水來源，由自來水公司設置一個自來水取水口，供水予大新竹地區。在以上兩個光電園區自2002年起之廢水排放至霄裡溪後，2004年起新竹縣農田水利會對導電度檢測開始異常，其下游灌溉面積達1400公頃。2006年公害糾紛裁決判定中華映管公司需賠償龍潭鎮黃姓養殖錦鯉魚因廢水影響暴斃之損失。
另霄裡溪流域172口井水質調查，測出19項重金屬，其中15項為飲用水管制項目，而許多測試地點中更顯示錳、鐵超標，而後調查則發現霄裡溪可檢測出光電產業特有的鉬、鎵、銦等重金屬，致癌物PFOs。

## 零排放之決議
本事件於行政院環保署98年環評審查委員會第177次會議決議，該2工廠廢水改排至桃園縣老街溪美都麗橋為較佳方案。
然於以上2廠商向桃園縣政府申請改排廢水時，桃園縣政府以「使老街溪水質不得惡化」等理由5次駁回該申請案，衍伸了桃園、新竹二縣政府的爭議。
而後行政院環保署要求友達、華映二公司提出放流水水質優化方案，朝全回收、無製程廢水排放之方向推動。
華映、友達二公司在102年3月提出廢水全回收零排放目標，並且通過環評變更程序。桃園縣提出兩廠應在104年12月31日達成零排放的時程。桃、竹兩縣縣議會共同成立「友達、華映公司廢水全回收、零排放工程執行聯合監督小組」。
華映、友達已於104年12月30日完成製程廢水全回收、零排放工程並執行封管作業。

## 衍伸藝術創作
- 中華民國客家語歌手黃瑋傑創作〈命水〉[8]歌曲，收錄於《天光。日》專輯，是專輯於入圍第26屆金曲獎最佳客語專輯、最佳客語演唱人獎，獲第6屆金音獎最佳民謠單曲獎、中國2016華語金曲獎年度最佳客語專輯獎。
- 林惠珍創作〈霄裡溪，不要再哭泣〉報導文學，獲2016桃園鍾肇政文學獎評審為佳作[9]。